# William Baylis
William Baylis, född den 15 april 1962 i San Francisco, är en amerikansk seglare.
Han tog OS-silver i soling i samband med de olympiska seglingstävlingarna 1988 i Seoul.